# Eugène Clément
Pour les articles homonymes, voir Clément.
Charles François Eugène Clément, né à Charonne le 31 juillet 1824 et mort le 18 mars 1905 au Kremlin-Bicêtre, est un photographe et parolier français.

## Biographie
Clément a écrit les paroles de plusieurs chansons du milieu et de la fin du XIXe siècle sur des musiques, entre autres, d'Édouard Deransart, de Jacques Renausy et d'André-Marie Oray.
Comme daguerréotypiste il s'installe rue de Rivoli à Paris en 1857. Il tourne aussi en province tel à Tours en mai 1852 ou à Poitiers.
Il épouse Sidonie Lasseray le 19 mai 1855 à Paris. En février 1857, il achète avec sa femme une maison de campagne au Kremlin-Bicêtre et a son atelier au 20, avenue de Marigny à Vincennes. Il meurt au Kremlin-Bicêtre le 18 mars 1905.
Républicain radical, il est, par ailleurs, maire de Gentilly de 1888 à 1896 puis du Kremlin-Bicêtre en 1897.

## Œuvres
- 1846 : Le Chat, la belette et le petit lapin[3]
- 1848 : Égalité fraternité, musique d'André-Marie Oray
- 1861 : Le baptême du canot L'Union , chansonnette, musique de Renausy
- 1863 : La mère Godichon, chanson, musique de Pierre-Julien Nargeot
- 1864 : Les canotiers de la Seine, barcarolle chantée par et d'Eugène Clément, musique de Renausy et Blancheteau
- 1879 : Une Bonne à tout faire, chansonnette, musique de Deransart